# Lautari (Chorwacja)
Lautari – wieś w Chorwacji, w żupanii primorsko-gorskiej, w mieście Čabar. W 2011 roku liczyła 16 mieszkańców.